# Speak Softly, Love
"Speak Softly Love" es una canción escrita para la película estadounidense El padrino (de 1972), la primera parte de una trilogía dirigida por Francis Ford Coppola. La versión puramente instrumental de la canción es conocida popularmente como el "Tema de "El Padrino", mientras que el nombre "Speak Softly Love" se refiere a la versión vocal del mismo tema en inglés, siendo las letras escritas por Larry Kusik y la música compuesta por Nino Rota. 
La parte inicial del tema recuerda al aria  "Preludio - Povero Ernesto!" de la ópera Don Pasquale hecha por Gaetano Donizetti (1797-1848), y también una melodía parecida figura en la obertura de la ópera La Forza del Destino de Giuseppe Verdi (1813-1901). Las letras también son diferentes en idioma italiano ("Parla Più Piano"), en francés ("Parle Plus Bas"), en español ("Amor, háblame dulcemente") y también en dialecto siciliano ("Brucia La Terra"). Esta última versión es cantada por el personaje de Anthony Corleone (interpretado por Franc D'Ambrosio) en el cumpleaños de su padre Michael Corleone (interpretado por Al Pacino) en una escena del filme El padrino III. 
En realidad Nino Rota había usado ya esta canción, en una versión más cómica, para un filme italiano de 1958 titulado "Fortunella", y esto impidió que recibiera en 1973 un Premio Oscar en los EE. UU. pues tal galardón estaba destinado sólo a bandas sonoras originales y nunca antes usadas. No obstante, Rota sí obtuvo dicho premio al año siguiente, por la banda sonora de El padrino II.